# 坂田藤十郎 (4代目)
四代目 坂田 藤十郎（さかた とうじゅうろう、1931年〈昭和6年〉12月31日 - 2020年〈令和2年〉11月12日）は、日本の歌舞伎役者。屋号は山城屋。定紋は五つ藤重ね星梅鉢、替紋は向い藤菱。位階は従三位、文化勲章受章者。日本芸術院会員、重要無形文化財保持者。
前名の三代目 中村 鴈治郎（さんだいめ なかむら がんじろう）、また初名の二代目 中村 扇雀（にだいめ なかむら せんじゃく）としても知られる。日本舞踊雁音流の家元として雁音 歌扇（かりがね かせん）を名乗った。妻は女優で政治家の扇千景、妹は女優の中村玉緒。
現代歌舞伎の大看板のひとりでもあり、また上方歌舞伎の復興プロジェクトでも主導的な役目を務めたほか、近松門左衛門作品を原点から勉強し直すために劇団近松座を結成し、尽力した。
日本中にブームを巻き起こした『曾根崎心中』のお初は当たり役とされている。

## 年譜
- 1931年12月31日　二代目中村鴈治郎の長男として生まれる。
- 1941年10月　道頓堀角座『山姥』の金時で二代目中村扇雀を襲名し初舞台。
- 旧制東山中学校卒業[3]。
- 1949年　武智鉄二が文楽座で始めた関西実験劇場に参加（武智歌舞伎）。
- 1953年　250年ぶりに復活上演[4]された『曾根崎心中』のお初が絶賛。扇雀ブームを起こす。
- 1955年2月　松竹を離脱し、阪急電鉄と東宝の子会社・宝塚映画製作所専属俳優になる。
- 1957年1月　東宝専属俳優になり、この時に当時宝塚スターの扇千景と出会う。
- 1958年10月　扇と結婚。
- 1963年3月　松竹に復帰し、歌舞伎役者としての活動を再開。
- 1981年　近松座を結成。
- 1990年11月　歌舞伎座『廓文章』「吉田屋」の伊左衛門、『心中天網島』「河庄」の治兵衛、『春興鏡獅子』のお小姓弥生／獅子の精で三代目中村鴈治郎を襲名。
- 1994年　重要無形文化財保持者に各個認定（人間国宝）。日本芸術院会員に。
- 2001年　イギリスのロンドンで『曾根崎心中』を上演。
- 2005年4月　韓国のソウルと釜山で『曾根崎心中』『棒縛り』を上演。
- 2005年11月　京都南座顔見世『本朝廿四孝』「十種香」「奥庭」の八重垣姫、『曽根崎心中』のお初、『由縁の月』の伊左衛門で上方歌舞伎の大名跡・坂田藤十郎を四代目として襲名。
- 2007年8月　世界陸上大阪大会の開会式で口上を披露。
- 2009年11月　文化勲章受章。
- 2011年10月 七代目中村芝翫死去により、日本俳優協会会長代行に[5]。
- 2012年4月　日本俳優協会会長に就任。伝統歌舞伎保存会会長に就任。
- 2015年6月25日 博多座公演『曽根崎心中』のお初役での出演が通算1400回を達成する[2]。
- 2019年 伝統歌舞伎保存会名誉会長に就任[6]。
- 2020年11月12日10時42分、 老衰のため都内の病院で死去[7][8][9]。満88歳没（享年90）。長寿を全うした歌舞伎役者であった。死没日をもって従三位に叙された[10]。最後の舞台は、2019年12月京都南座『祇園祭礼信仰記 金閣寺』の慶寿院尼だった[7]。
- 2021年10月28日、没後一周忌を迎える前にコロナ禍などの影響で延期した形になっていた「坂田藤十郎を偲ぶ会」が東京都のホテルオークラにて催された。墓所は鎌倉霊園。戒名は「妙藝院殿藤久日宏大居士」[11]。

## 人物・逸話

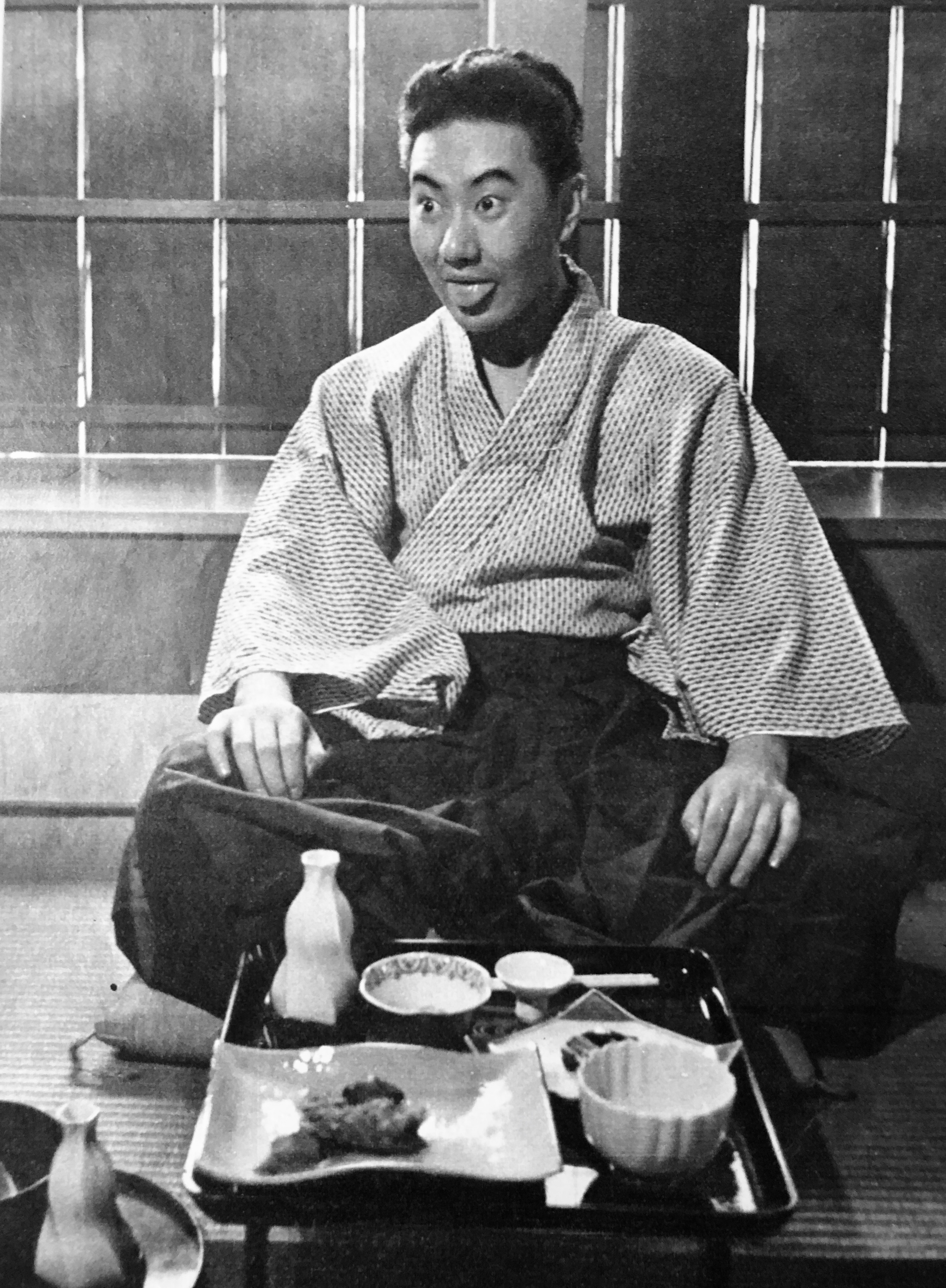
1954年

### 扇雀ブーム
扇雀当時、お初で大当たりをとった時の人気は凄まじく、特に関西では知らない人のいないほどだった。中には本人許諾のもとで社号及び商標を扇雀にあやかったものに改名する会社まで現れた。扇雀飴本舗はその会社の一つ。当時の人気ぶりを知る世代の関西の人間の間では、今でも「センジャクはん」と呼ぶ者も多い。

### 女性関係

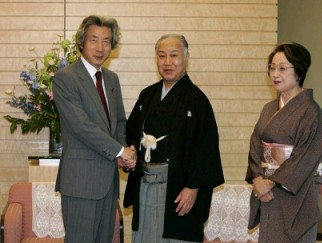
2005年10月、小泉純一郎と妻の扇と

昭和30年代から、浮気騒動を起こすことがよくあり、週刊誌上をたびたび賑わせていた。夫人・扇千景との新婚旅行の車中では、酔った勢いで、自身の女性遍歴を悪びれることなく全て打ち明け、その相手への対応方法などを、堂々と新妻に語ったと言われている。また、扇との結婚はできちゃった結婚であったことを、日本経済新聞に連載したコラム『私の履歴書』で告白している。
また、扇と結婚する前は、京都に相思相愛の芸妓がいたといわれており、自身がつとめる舞台にその芸妓が訪れると、表は成駒屋定紋の祇園守紋、裏はその芸妓が用いていた女紋をあしらった扇子で舞台をつとめた。

### 騒動
鴈治郎時代の2002年、京都のある舞妓（後に芸妓）とホテルで密会、バスローブをはだけて自身の陰部を露出させたことが、同年6月7日発売の写真週刊誌FRIDAYにスクープされた。もともと本人は若い頃から祇園界隈では遊び人として有名で、夫人の扇も夫の女遊びに対して最後に自分のところに戻ってくるなら「男の甲斐性」として許す考えであった。それを知らない(女性週刊誌等の)マスコミは、写真のバスローブ姿から「中村ガウン治郎」と揶揄し「驚いた。人間国宝でも所詮芸人か。ほんとうに驚いた」と非難したが、本人は記者会見で「お恥ずかしいなぁ。私が元気だってことを証明してくださって」と話し、相手女性については「私を支援してくれるグループのリーダー。部屋では僕のビデオを見て焼き鳥を食べただけ」と説明。記者たちに対して「世の男性も頑張って欲しい」と語った。当時は国土交通大臣を務めていた夫人・扇は「彼は芸人ですから」と前置きした後で、「女性にモテない夫なんてつまらない」とマスコミを一蹴した。

## 受賞歴
受賞
- 1953年　毎日演劇賞
- 1980年　芸術選奨文部大臣賞
- 1986年　日本芸術院賞[15]
- 1989年　松尾芸能賞
- 1996年　読売演劇大賞最優秀男優賞
- 2008年　高松宮殿下記念世界文化賞（演劇・映像部門）

栄典・顕彰
- 1990年　紫綬褒章
- 2003年　文化功労者[16]
- 2009年　文化勲章[17]
- 2020年　叙従三位

その他
- 1994年　人間国宝

## 役職
- 日本俳優協会会長
- 伝統歌舞伎保存会名誉会長
- 近松座主宰
- 日本芸術院会員

## 家族・親族
- 曾祖父：三代目中村翫雀（成駒屋）
- 祖父：初代中村鴈治郎（成駒屋）
- 伯父：二代目林又一郎（成駒屋）
- 叔母：林たみ（長谷川一夫の妻）
- 叔母：中村芳子（四代目中村富十郎の妻）
- 父：二代目中村鴈治郎（成駒屋）
- 妹：中村玉緒
- 妻：林寛子（扇千景）（元参議院議員、第26代参議院議長、元宝塚歌劇団娘役）
- 長男：四代目中村鴈治郎（成駒家）
  - 孫：中村壱太郎（成駒家）
- 次男：三代目中村扇雀（成駒家）
  - 孫：中村虎之介（成駒家）

## 歌舞伎の当たり役
はじめ、女形として活躍したが、現在は立役、老役など幅広い役をこなした。祖父、父から継承した上方和事の第一人者であり、その華やかで艶のある芸風は衰えることを知らず、関西歌舞伎の発展のため後進の指導にも熱心であった。
- 『心中天網島』「河庄」「時雨炬燵」紙屋治兵衛 役
- 『義経千本桜』「すし屋」いがみの権太 役
- 『夏祭浪花鑑』團七九郎兵衛 役
- 『恋飛脚大和往来』「封印切」「新口村」亀屋忠兵衛 役
- 『廓文章』藤屋伊左衛門・夕霧 役
- 『梶原平三試名剣』（石切梶原）梶原景時 役
- 『祇園祭礼信仰記』（金閣寺）雪姫 役
- 『本朝廿四孝』「十種香」「狐火」八重垣姫・武田勝頼 役
- 『大津絵道成寺』藤の精、鷹匠、座頭、船頭、鬼 役
- 『桂川連理柵』「帯屋」信濃屋娘お半、お絹、丁稚長吉 役
- 『傾城反魂香』「吃又」お徳 役
- 『寿梅鉢万歳』
- 『汐汲』
- 『雁のたより』三二五郎七 役
- 『伽羅先代萩』「御殿」乳母政岡 役
- 『近江源氏先陣館』「盛綱陣屋」佐々木盛綱役
- 『良弁杉由来』「志賀の里」「物狂」「二月堂」渚の方 役
- 『男の花道』中村歌右衛門 役
- 『仮名手本忠臣蔵』高師直・早野勘平・おかる・大星由良助・寺岡平右衛門・戸無瀬 役（昭和52年11月中座公演では、足利直義・おかる・戸無瀬・力弥の四役を、平成4年2月国立文楽劇場公演では、師直・由良助・与市兵衛・定九郎・勘平・平右衛門・戸無瀬の七役を、平成11年3月松竹座公演では、師直・勘平・おかる・戸無瀬の四役をつとめている）。

### 復活上演
- 『曽根崎心中』[4]天満屋遊女お初 役

## 主な出演

### 映画
- 『魔剣』(1953) - 稲葉哲郎太 役
- 『お役者小僧』(1953) - 岩井粂三郎 役
- 『快盗三人吉三』(1954) - 木屋吉三 役
- 『森蘭丸』(1955) - 森蘭丸 役
- 『オテナの塔』(1955) - 小源太 役
- 『復讐浄瑠璃坂』(1955) - 奥平源八郎 役
- 『春色大盗伝』(1955) - お守り鶴次郎 役
- 『海の小扇太』(1955) - 小扇太（実は豊海千代若丸） 役
- 『美男お小姓 人斬り彦斎』(1955) - 河上彦斎 役
- 『白井権八』(1956) - 白井権八 役
- 『恋すがた狐御殿』(1956) - 春方 役
- 『男の花道』(1956) - 中村歌右衛門 役
- 『遠山金さん捕物控  影に居た男』(1956) - 遠山の金さん 役
- 『柳生武芸帳』(1957) - 柳生又十郎　役
- 『女殺し油地獄』(1957) - 河内屋与兵衛 役
- 『生きている小平次』(1957) - 小幡小平次 役
- 『横堀川』(1966) - 吉三郎 役
- 『黒髪』(1980) -
- 『歌舞伎役者 片岡仁左衛門  人と芸の巻 上巻』 (1992） - 本人（ドキュメンタリー）
- 『歌舞伎役者 片岡仁左衛門  登仙の巻』(1994） - 本人（ドキュメンタリー）
- 『平成の坂田藤十郎』(2006) - 本人（ドキュメンタリー）
- 『わが心の歌舞伎座』（2011）‐本人（ドキュメンタリー）

### テレビドラマ
- 『夫婦善哉』(1966年、KTV)
- 日本怪談劇場 第11話「怪談 耳なし芳一」（1970年、12ch）- 芳一
- 怪談 第4話「雨の古沼」（1972年、MBS）- 小平次